# Haus Husemann

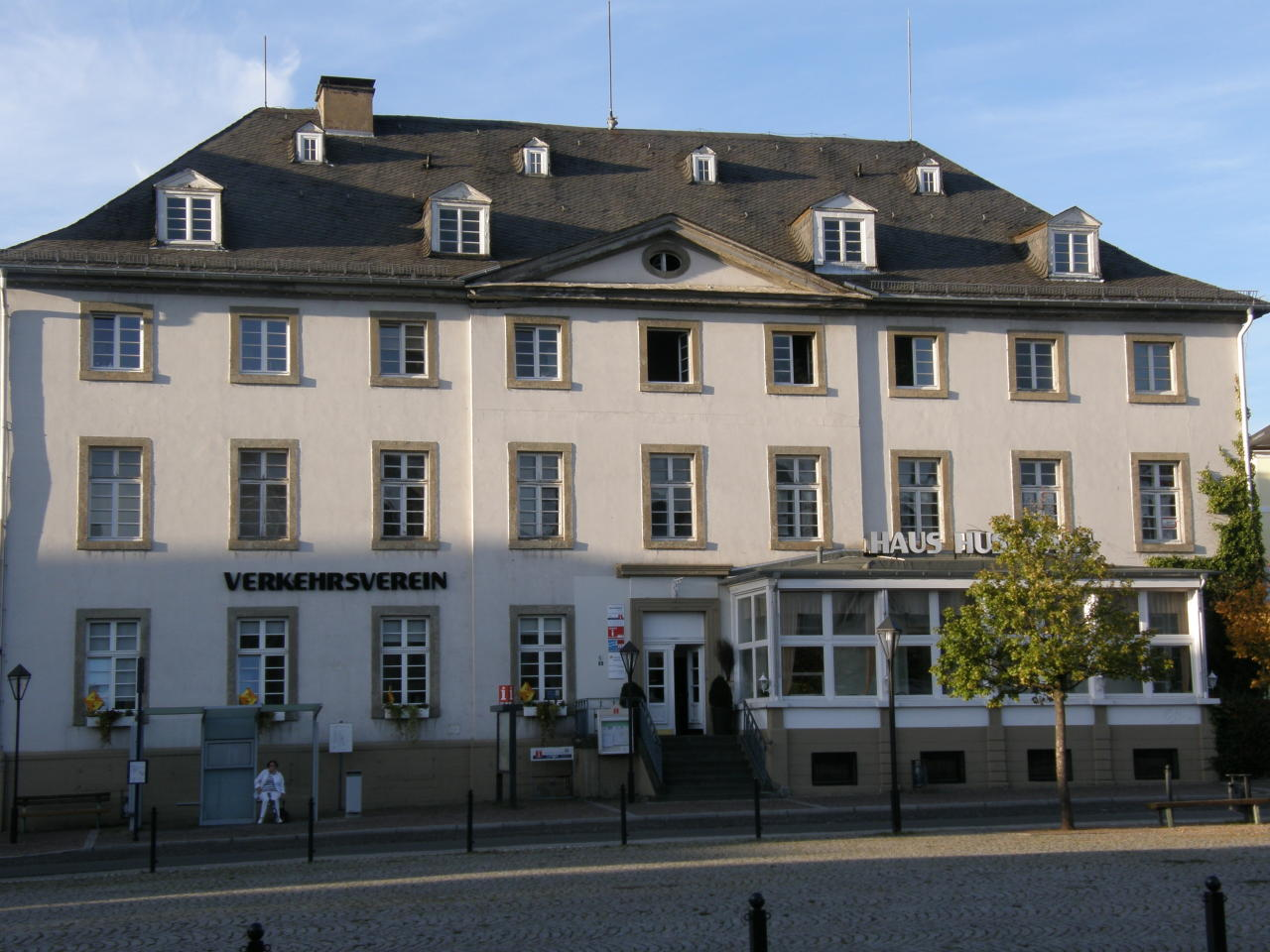
Haus Husemann (vor der aktuellen Renovierung)

Haus Husemann ursprünglich Gasthof Linnhoff später zeitweise Gasthof König von Preußen ist ein denkmalgeschützter klassizistischer Bau am Neumarkt in Arnsberg aus der Zeit um 1820.

## Geschichte
Nachdem das zuvor hessisch-darmstädtische und davor kurkölnische Herzogtum Westfalen 1816 an Preußen gekommen war, wurde Arnsberg Hauptstadt des Regierungsbezirks Arnsberg. In diesem Zusammenhang kam es zur Erweiterung der Stadt um ein zwischen 1817 und 1822 im klassizistischen Stil erbautes Stadtviertel mit dem Mittelpunkt um den Neumarkt. Für den Bau der Gebäude gewährte der preußische Staat Zuschüsse von bis zu 40 %.
Von diesen Mitteln machte der Gastwirt Mathias Linhoff, der bislang den Englischen Hof am Alten Markt betrieben hatte, Gebrauch und ließ 1820 an der Nordseite des Neumarktes an der Schnittstelle zum älteren Steinweg einen repräsentativen Bau errichten. Verbunden war dies mit der Posthalterei auf dem Nachbargrundstück.
Der Gasthof lag günstig an einer damaligen Reisestraße von Köln in Richtung Osten und entwickelte sich rasch zum vornehmsten Beherbergungsbetrieb in der Stadt. Im Jahr 1831 logierte dort auch der preußische Kronprinz und spätere König Friedrich Wilhelm IV. Zu dessen Ehren wurde das Haus in Gasthof König von Preußen umbenannt. Er wurde neben dem nahen Zivilcasino zu einem Mittelpunkt des gesellschaftlichen Lebens in der Stadt. Nach der Übernahme in der zweiten Hälfte des 19. Jahrhunderts durch Heinrich Husemann blieb der Bau als Hotel ein Gastronomiebetrieb. Für das weiter hohe Niveau des Betriebes spricht, dass 1923 dort Henny Porten während Dreharbeiten logierte.
Zur Zeit des Zweiten Weltkrieges kam es zum Erliegen des Hotelbetriebes. Zeitweise war der Bau nach dem Krieg von den britischen Streitkräften beschlagnahmt. Später wurde der Bau von der VEW genutzt. Im Jahr 1975 zog die Staatsanwaltschaft vorübergehend ein. Später war es Sitz einer Versicherung und des Verkehrsvereins Arnsberg. Letzterer hat noch immer sein Domizil in dem Bau.
Zwischen 1978 und 1980 wurde das Haus grundlegend renoviert und für Wohnnutzung und Gastronomie umgebaut. Im Jahr 1983 wurde das Haus in die Denkmalliste der Stadt Arnsberg aufgenommen. Der Restaurantbetrieb konnte sich auf Dauer nicht halten und dieser Bereich stand längere Zeit leer. Im Kellergeschoss („Husemann-Keller“) etablierte sich für viele Jahre eine Jugend- und Musikkneipe. Das Gebäude wurde 2015 erneut grundlegend saniert und die Fassade nach den Plänen aus dem Jahr 1904 wieder hergestellt. Der Bau soll wieder gastronomischen Zwecken dienen.

## Baubeschreibung
Es handelt sich um einen neunachsigen Traufenbau. Auf einem hohen Kellergeschoss setzten zwei Vollgeschosse und ein Halbgeschoss auf. An der Vorderfront prägt ein zwerchübergiebelter flacher Mittelrisalit den Gesamteindruck des Baus. Der Verandavorbau im Bereich des Erdgeschosses wurde Mitte des 19. Jahrhunderts hinzugefügt.